# PZ Девы
PZ Девы (лат. PZ Virginis) — поляр, двойная катаклизмическая переменная звезда (AM) в созвездии Девы на расстоянии (вычисленном из значения параллакса) приблизительно 1830 световых лет (около 561 парсек) от Солнца. Звёздная величина диапазона красного (r) звезды — от +21,8m до +20,5m. Орбитальный период — около 0,11022 суток (2,6453 часа).
Открыта Полой Шкоды и др. в 2003 году**.

## Характеристики
Первый компонент — аккрецирующий белый карлик.
Второй компонент — красный карлик спектрального класса M6.